# Popillia semiaenea
Popillia semiaenea är en skalbaggsart som beskrevs av Ernst Gustav Kraatz 1892. Popillia semiaenea ingår i släktet Popillia och familjen Rutelidae. Inga underarter finns listade i Catalogue of Life.